# 波斯喀木乡
波斯喀木乡，是中华人民共和国新疆维吾尔自治区喀什地区泽普县下辖的一个乡镇级行政单位。

## 行政区划
波斯喀木乡下辖以下地区：
喀拉萨村、托万库尔干村、阔什吉格代村、库其村、喀拉巴格村、玉吉买艾日克村、尤库日喀勒格热克村、阿热恰喀村、托万喀勒格热克村、帕依那甫村、阔恰铁热克村、苏盖特艾日克村、大尔格其村、大尔格其园艺村、汉族种植队和三个农场村。